# Gökhan Emreciksin
Gökhan Emreciksin (Istanboel, 10 september 1984) is een Turks profvoetballer.
Hij voetbalde onder andere bij Ankaragücü, Fenerbahçe en Konyaspor. Hij werd een keer geselecteerd voor de Turkse nationale ploeg, maar werd slechts ingezet als wisselspeler.